# Antocha perstudiosa
Antocha perstudiosa är en tvåvingeart som beskrevs av Alexander 1958. Antocha perstudiosa ingår i släktet Antocha och familjen småharkrankar.
Artens utbredningsområde är Nepal. Inga underarter finns listade i Catalogue of Life.